# 霍斯特-金特·格雷戈尔
霍斯特-金特·格雷戈尔（德語：Horst-Günter Gregor，1938年7月24日—1995年4月25日），德国男子游泳运动员。他曾代表德国联队、东德参加1964年和1968年夏季奥林匹克运动会游泳比赛，获得三枚银牌。